# Graduel neumé
Das 1966 erschienene Graduel neumé beruht auf dem Graduale Romanum in der Ausgabe von 1908.
Der Mönch Dom Eugène Cardine (1905–1988) aus Solesmes versah sein Exemplar des Graduale Romanum zu vielen Choralmelodien mit St. Galler Neumen aus den ältesten Handschriften Sang. 339 und Sang. 359, Codex Einsidlensis 121 und Bamberg lit. 6. Teilweise trug er auch Neumen anderer Schulen (Laon 239, Chartres 47) zusätzlich ein. Die 1966 veröffentlichte Ausgabe reproduziert ausschließlich die Seiten des Graduale Romanum mit seinen Eintragungen, was zu Sprüngen in der Seitennummerierung führt. Manche Teile wie z. B. das Kyriale fehlen vollständig. Beim Graduel neumé handelt es sich daher nicht um eine kritische Ausgabe, was jedoch weitgehend durch den Nutzen für die Praxis kompensiert wird.

## Ausgaben
- Dom Eugéne Cardine: Graduel neumé. Solesmes 1966. ISBN 978-2-85274-012-9.
- Download (PDF) von lalandelibrary.org